# Evklidska geometrija
Evklídska geometríja (tudi Evklídova geometríja, zastarelo evklídična geometríja, včasih tudi parabólična geometríja) je geometrija zasnovana na delu Evklida iz Aleksandrije. Gre za najbolj znan pa tudi najobsežnejši geometrijski sistem. Takorekoč vsa geometrija, ki se jo uporablja v različnih naravoslovno-tehničnih vedah, je evklidska. Evklidska geometrija je tako razširjena, da se pridevnik evklidska pogosto izpušča: kadar kdo uporabi besedo geometrija, praviloma misli na evklidsko geometrijo. 
Poleg evklidske geometrije obstajajo tudi druge geometrije, ki jih imenujemo neevklidske geometrije. Njihova praktična uporabnost je majhna in večina matematikov vidi v njih le teoretično zanimivost. Lastnosti geometrijskih objektov so v neevklidskih geometrijah drugačne kot v evklidski. Večina knjig in drugih virov pri navajanju lastnosti geometrijskih objektov opisuje predvsem tiste lastnosti, ki veljajo v evklidski geometriji. Tudi v Wikipediji velja isto pravilo: če v članku o nekem geometrijskem objektu ni izrecno navedeno drugače, veljajo opisane lastnosti v okviru evklidske geometrije.

## EvklidoviElementi
Evklid velja za začetnika sodobne geometrije. Njegovo glavno delo ima grški naslov starogrško Στοιχεῖα [Stoiheia] = Osnove, bolj pa je znano po latinskem imenu Elementi. To delo (originalno v 13 knjigah) velja za eno od najpomembnejših znanstvenih del vseh časov. Zasnova dela je celo za današnjega bralca neverjetno sodobna. Evklid je izhajal iz manjšega števila aksiomov oziroma postulatov - osnovnih resnic, ki so tako očitne, da jih ni treba dokazovati. Na podlagi teh aksiomov pa je potem dokazal veliko število precej bolj zapletenih lastnosti. Pri uvajanju novih pojmov je uporabljal jasne in natančne definicije, pri dokazovanju izrekov pa matematično strogost, ki je bila vzor naslednjim rodovom še stoletja. Aksiomatična metoda razvijanja matematične teorije se je splošno uveljavila šele več stoletij pozneje.
Njegovo delo se začenja z naslednjimi petimi postulati (zapisano v sodobnem matematičnem jeziku):
1. Skozi poljubni dve točki poteka točno ena premica.
2. Premica je neomejena - lahko jo podaljšamo v neskončnost.
3. Za katerokoli daljico obstaja krožnica, ki ima to daljico za polmer in eno od krajišč za središče.
4. Vsi pravi koti so med sabo skladni.
5. Če poljubni premici sekamo s tretjo premico (prečnico) in je vsota notranjih kotov eni strani prečnice manjša od dveh pravih kotov, potem se dani premici sekata na tej strani prečnice.

Peti postulat je nekoliko nerodno formuliran. Poznejši matematiki so ga nadomestili z aksiomom o vzporednici, ki je razumljivejši, po matematičnem pomenu pa je enakovreden:
Skozi poljubno točko T, ki ne leži na premici p, poteka točno ena vzporednica k premici p.
Zanimivo je, da je ravno ta aksiom pritegnil še posebno zanimanje nekaterih matematikov in pozneje pripeljal do odkritja neevklidskih geometrij.
V nadaljevanju Elementov je Evklid postopoma razvil popolno ravninsko in prostorsko geometrijo. Opisal je vse pojme, ki danes pomenijo temelj geometrije: pisal je o skladnosti trikotnikov, o ploščinah trikotnikov in drugih večkotnikov, o krogu in krožnici, o podobnosti, o prostornini in površini teles itd.

## Hilbertovi aksiomi
Številni rodovi matematikov so s strahospoštovanjem gledali na Elemente kot na knjigo, ki ji ničesar ni moč odvzeti niti dodati. Šele leta 1899 je David Hilbert resno predelal osnove geometrije in uveljavil svoj, modernejši sistem aksiomov. Poudariti pa velja, da Hilbertovi aksiomi ne nasprotujejo Evklidovim, pač pa iste lastnosti opisujejo v bolj sodobnem jeziku in usklajeno z razvojem matemtike na drugih področjih.
Hilbertovi aksiomi še zdaj veljajo za temelj moderne evklidske geometrije. Delijo se na naslednjih pet skupin:
- Aksiomi lege in povezave
- Aksiomi o ureditvi
- Aksiomi o skladnosti
- Aksiomi o zveznosti premice
- Aksiom o vzporednici

## Analitična geometrija
Pomemben del sodobne evklidske geometrije je tudi analitična geometrija. Za začetnika te veje geometrije velja René Descartes, ki je v svojih delih postavil osnove koordinatnega sistema. S tem je omogočil povezavo med geometrijo in računsko usmerjenimi matematičnimi panogami: aritmetiko, analizo in algebro. 
Koordinatni sistem omogoča, da točko zapišemo s števili (koordinatami), premico ali krivuljo pa z enačbo. Posledično lahko geometrijsko (tj. risarsko) reševanje geometrijskih problemov nadomestimo z računskimi postopki.